# Саратовский государственный университет
Сара́товский национальный исследовательский госуда́рственный университе́т и́мени Н. Г. Черныше́вского — российское высшее учебное заведение. Имеет статус национального исследовательского университета.
Был основан в 1909 году как Императорский Николаевский Саратовский университет.

## История университета

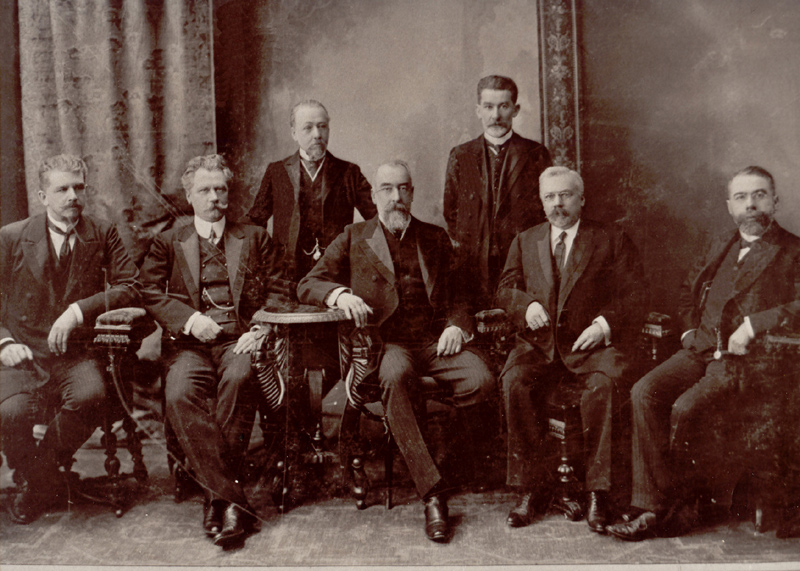
Комиссия по учреждению и устройству Саратовского университета. Сидят слева направо: профессор Н. Г. Ушинский, профессор Э. А. Незнамов, министр народного просвещения П. М. Кауфман, профессор В. П. Амалицкий, профессор А. И. Щербаков; стоят: профессор А. А. Жандр, профессор И. П. Филевич (1907)

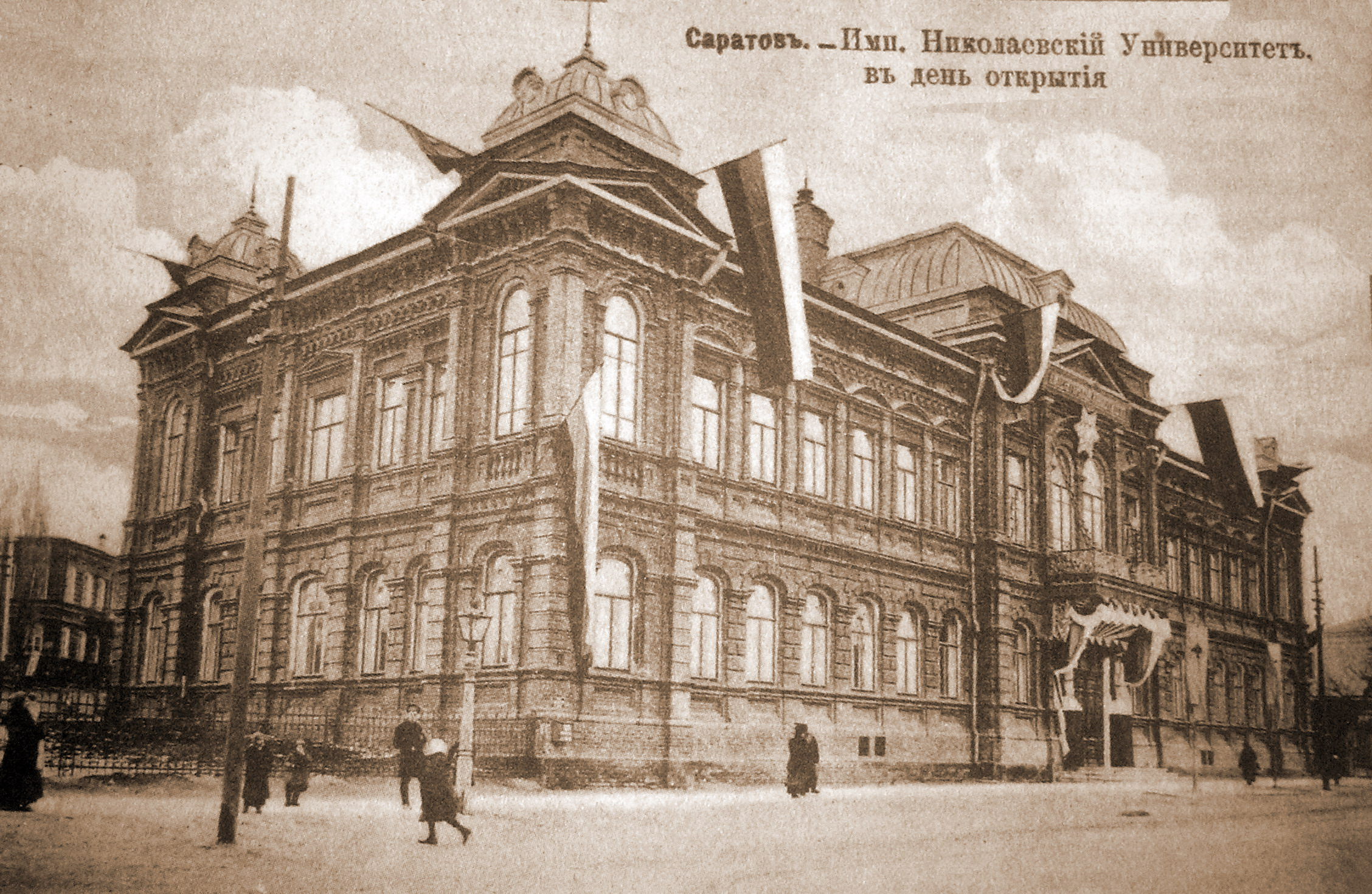
Саратовский государственный университет в день открытия, 6 декабря 1909 года

Во второй половине 1850-х годов среди саратовской интеллигенции зародилась идея создания в Саратове университета, что нашло отклик у местной власти и дворянства. Так в 1858 году губернатор Алексей Игнатьев направил в Министерство внутренних дел Российской империи письмо, где высказал желание открыть в городе университет, для начала с двумя факультетами — юридическим и камеральным. В свою очередь дворянство на своём собрании 15 декабря 1860 года поддержало эту идею. В конце 1867 года саратовский губернатор Владимир Щербатов выступил с инициативой сбора средств на университет с земских управ соседних губерний, также заинтересованных в открытии в Саратове высшего учебного заведения. Предполагалось, что юридический и камеральный факультеты Казанского университета переведут в Саратов. Однако эти инициативы не увенчались успехом.
В конце 1860-х и начале 1870-х годов в городе велись оживлённые дискуссии о необходимости создания в Саратове университета. Большинство поддержало идею (в том числе публицисты Сергей Гусев и Виссарион Дурасов), но были и противники, наиболее ярым из которых был местный краевед и публицист Андрей Леопольдов. В конце 1870-х и начале 1880-х годов политическая обстановка в стране изменилась. Власть настороженно относилась к университетам, считая их рассадниками политической преступности, поэтому идея создания в Саратове университета отошла на второй план.
После того, как в 1888 году в Томске, благодаря усилиям местной общественности, открылся университет, в Саратове также активизировались сторонники появления в городе своего университета. Они неоднократно обращались к правительству (Саратовская городская дума это делала в 1891 и в 1896—1902 годах, а также в 1904 году, приурочив свою просьбу к радостному событию рождения в императорской семье престолонаследника, царевича Алексея), но каждый раз получали отказ.
В 1906 году министр народного просвещения Пётр фон Кауфман сформировал комиссию по вопросу учреждения в России нового университета. Представители Саратовской городской думы присутствовали на ряде заседаний этой комиссии, где отстаивали интересы своего города. Конкурентами у Саратова были такие города, как Минск, Смоленск, Витебск, Нижний Новгород и Воронеж. Резко поспособствовало успеху Саратова в этом соперничестве делегация профессора Петра Никольского, занимавшаяся вопросом перевода расформированного по политическим причинам Варшавского Русского императорского университета, которая посетила город в период с 1 по 4 декабря 1906 года. Её положительный отзыв сподвиг городскую думу на создание депутации для отправки в Петербург, где та должна была ускорить процесс перевода Варшавского русского университета в Саратов. Эта идея нашла поддержку у Петра Столыпина и Петра фон Кауфмана, 10 и 13 апреля 1907 года она обсуждалась Советом министров. Но в итоге ВРУ был сохранён в Польше из-за спада политической напряжённости в стране.
В свою очередь Саратовская городская дума в июне 1907 года снова отправила в столицу депутацию, которую поддержал Столыпин. Тогда же императору Николаю II был представлен журнал Совета министров об основании в Саратове университета, который тот и подписал, таким образом вопрос появления в городе университета был фактически решён. Столыпин имел возможность учредить университет специальным законом в обход Государственной думы (это возможно позволило бы университету открыться уже осенью 1907 года), но он не стал это делать, что затянуло процесс почти на два года.
Тогда же Саратовская городская дума выделила для создания университета 1 млн рублей и территорию Московской площади. Министерство народного просвещения, в свою очередь, сформировало комиссию во главе с профессором Владимиром Амалицким, занимавшуюся определением зданий и территорий будущего университета. Предполагалось создать в Саратовском университете сразу четырёх традиционных для российских университетов факультетов, но в итоге из-за нехватки квалифицированных кадров (по официальной версии) было принято решение сформировать лишь один — медицинский, а остальные позднее.
30 ноября 1908 года Совет министров внёс в Государственную думу законопроект об основании в Саратове университета, который был окончательно утверждён 8 мая 1909 года. В июне того же года он был одобрен Государственным советом, а 10 июня Николай II на борту яхты «Штандарт» поставил под ним свою подпись. Новое учреждение получило название Императорского Саратовского университета (ИСУ), которое оно носило до 6 декабря 1909 года.
После утверждения закона начались мероприятия по укомплектации кадрового состава университета. Из первых семи профессоров ИСУ четыре происходили из Казанского университета (Василий Разумовский, Владимир Вормс, Иван Чуевский, Андрей Гордягин), двое — из Московского (Борис Бируков и Владимир Зернов), один — из Новороссийского (Николай Стадницкий). 24 июня 1909 года Разумовский был назначен ректором университета. Он вместе с городской думой окончательно определил здание, где должен был разместиться университет до окончания строительства своих собственных корпусов, которым стало здание фельдшерской школы Санитарного общества, представлявшее собой двухэтажное кирпичное здание (архитектор Алексей Салько). Университет также получил право открыть в саратовских больницах четыре своих клиники, а также получил во временное пользование главный корпус Александровской земской больницы (современная Городская клиническая больница № 2 имени В. И. Разумовского). Преимущественно за границей закупалось современное оборудование для преподавания точных наук (у фирм «Карл Цейс», «Франц Гугерсгорф», «Сименс и Гальке» и других).
Для воздвижения корпусов университета Разумовский пригласил архитектора-строителя Казанского университета Карла Мюфке, подготовившего планы и смету строительства университетского городка к 15 августа 1909 года. За несколько лет ему удастся создать целостный ансамбль с высоким качеством исполнения.
Первый набор университета состоял из 92 студентов и 14 вольнослушателей. 27 октября открылась университетская библиотека (напротив университетского здания в одноэтажном частном доме), чью основу составили пожертвования от частных лиц, других библиотек и университетов.
6 декабря 1909 года состоялось торжественное открытие университета, привлёкшее широкое внимание как горожан, так и университетов империи и ряда зарубежных, отправивших в Саратов свои делегации. В тот же день после молебна и крестного хода был заложен камень на месте строительства будущих корпусов университета. В честь этого события у Санкт-Петербургского монетного двора были заказаны памятные медали (2 золотых, 115 серебряных и 550 бронзовых), а сама эта дата и поныне ежегодно отмечается университетом. Тогда же он стал именоваться Императорским Николаевским Саратовским университетом (ИНСУ).
В 1917 году были созданы физико-математический, историко-филологический и юридический факультеты. Деканом историко-филологического факультета стал Семён Людвигович Франк. В университете работал Пётр Галлер. В первые послереволюционные годы на агрономическом факультете работал Николай Вавилов.
В 1922 году агрономический факультет был преобразован в самостоятельный Сельскохозяйственный институт.
В октябре 1923 года университет был переименован в Саратовский государственный университет им. Н. Г. Чернышевского.
В 1930 году медицинский факультет был преобразован в институт. В 1931 году на базе факультета советского строительства и права был создан институт советского права, который стал основоположником для Саратовской государственной академии права. В этом же году педагогический факультет стал институтом.
В годы Великой Отечественной войны в Саратов был эвакуирован Ленинградский университет. В это время на развитие университета оказывали влияние Е. Ф. Гросс, историк В. В. Мавродин, филологи М. П. Алексеев, Г. А. Гуковский и Ю. Г. Оксман. В разные годы в университете трудились:
- математики В. В. Голубев, И. Г. Петровский, А. Я. Хинчин, А. Г. Курош, В. В. Вагнер, А. М. Богомолов;
- физики В. Д. Зернов, В. П. Жузе, Г. А. Остроумов, В. И. Калинин, П. В. Голубков, В. Н. Шевчик;
- филологи Н. Н. Дурново, М. Фасмер, В. М. Жирмунский, Н. К. Пиксанов, А. П. Скафтымов, В. В. Буш;
- химики В. В. Челинцев, Р. В. Мерцлин, Н. А. Шлезингер, И. С. Мустафин;
- биологи Н. И. Вавилов, А. А. Рихтер, Н. А. Максимов, И. В. Красовская, А. А. Чигуряева;
- геологи Б. А. Можаровский, А. И. Олли, В. Г. Очев;
- историки В. Г. Борухович, В. Н. Парфёнов, Н. А. Троицкий;
- историк государства и права, юрист С. В. Юшков, криминалист Г. Ю. Маннс, юристы Б. Б. Черепахин, Ф. Д. Корнилов, И. К. Козьминых;
- фольклористы Б. М. Соколов, Т. М. Акимова, В. К. Архангельская

### Ректоры университета
- В. И. Разумовский (1909—1912)
- И. А. Чуевский (7 мая — 27 октября 1912 года, не утверждён в должности)
- Н. Г. Стадницкий (1912—1913, и. о.)
- П. П. Заболотнов (1913—1918)
- В. А. Арнольдов (5 мая — 28 сентября 1918 года, и. о.)
- д-р физ.-мат. наук В. Д. Зернов (1918—1921)
- чл.-кор. АН СССР В. В. Голубев (1921—1922)
- С. Р. Миротворцев (1923—1928)
- С. З. Каценбоген (1928—1932; с 1930 года — в звании директора)
- Д. А. Рамзаев (1933—1935; в звании директора)
- Г. К. Хворостин (1935—1937; в звании директора)
- д-р хим. наук В. П. Голуб (август — октябрь 1937 года; и. о. директора)
- канд. физ.-мат. наук А. Р. Марченко (1937—1938; в звании директора)
- Г. К. Русаков (29 апреля 1938 по 24 марта 1941)
- канд. физ.-мат. наук Д. И. Лучинин (31 марта — 7 июля 1941 года)
- В. А. Артисевич (1941—1942, и. о.)
- канд. экон. наук А. А. Вознесенский (1942—1944, и. о.)
- д-р геол.-минерал. наук Н. И. Усов (1944—1946)
- д-р физ.-мат. наук П. В. Голубков (1946—1950)
- д-р хим. наук А. А. Пономарёв (1950, и. о.)
- д-р хим. наук Р. В. Мерцлин (1950—1965)
- д-р геогр. наук В. Г. Лебедев (1965—1969)
- д-р филол. наук П. А. Бугаенко (1969—1970, и. о.)
- д-р физ.-мат. наук В. Н. Шевчик (1970—1977)
- д-р техн. наук А. М. Богомолов (1977—1994)
- чл.-кор. РАН Д. И. Трубецков (1994—2003)
- д-р физ.-мат. наук Л. Ю. Коссович (2003—2013)
- д-р геогр. наук А. Н. Чумаченко (с 2013)

## СГУ сегодня
В 1998 году решением Правительства Российской Федерации в состав СГУ были включены Саратовский и Балашовский педагогические институты, колледж радиоэлектроники и политехникум.
В структуру СГУ входят 13 факультетов и 8 образовательных институтов. Филиал в Балашове охватывает 3 факультета. Образовательный и научно-исследовательский процесс в университете обеспечивают 166 кафедр.
В состав университета входят:
- зональная научная библиотека им. В. А. Артисевич;
- Поволжский региональный центр новых информационных технологий;
- вычислительный центр;
- издательство и типография.

В Саратовском государственном университете реализуется непрерывный цикл подготовки: довузовская подготовка — среднее профессиональное образование — высшее профессиональное образование — послевузовское образование — повышение квалификации и переподготовка специалистов. Обучение осуществляется по 82 специальностям высшего профессионального образования, 21 — среднего профессионального образования, 61 — аспирантуры, 5 — докторантуры, 28 направлениям бакалавриата и 13 направлениям магистратуры, 15 программам дополнительного профессионального образования, 26 — профессиональной подготовки.
Система менеджмента качества образования Саратовского государственного университета получила Сертификат соответствия требованиям стандарта ГОСТ Р ИСО 9001-2008. В университете функционирует аспирантура и докторантура, действуют 15 докторских диссертационных советов по 37 научным специальностям. Согласно данным 2010 года, 60 молодых учёных стали обладателями личных грантов, из них 13 человек получили гранты Президента РФ, пятеро награждены медалями РАН.
С 2002 года СГУ участвует в чемпионате мира по программированию ACM ICPC. В 2013 году на счёту университета 5 серебряных медалей, две золотые медали, титул чемпионов Европы 2002 года и титул чемпионов мира 2006 года.
В 2010 году СГУ стал национальным исследовательским университетом.

## Рейтинги
СГУ входит в двадцатку лучших вузов страны (в 2011 году занял 13-14 место).
В 2020 году СГУ вошёл в число 32 ведущих вузов России, отнесённых МинОбрНауки РФ к первой категории. Который год подряд университет включается в самые уважаемые рейтинги лучших университетов мира — так, в международном рейтинге Times Higher Education World University Rankings СГУ стабильно удерживает высокие позиции среди вузов России и мира. В 2022 году вуз вошел в Международный рейтинг «Три миссии университета», где занял  позицию в диапазоне 1001—1100 
, а в рейтинге RAEX "100 лучших вузов России" занял 81 место.

## Факультеты
- Биологический факультет
- Географический факультет
- Геологический факультет
- Механико-математический факультет
- Социологический факультет
- Факультет иностранных языков и лингводидактики
- Факультет компьютерных наук и информационных технологий
- Факультет психолого-педагогического и специального образования
- Факультет психологии
- Факультет фундаментальной медицины и медицинских технологий
- Философский факультет
- Экономический факультет
- Юридический факультет

## Институты университета
- Балашовский институт
- Институт довузовского образования
- Институт дополнительного профессионального образования
- Институт искусств
- Институт истории и международных отношений (бывший исторический факультет)
- Институт физики (бывшие факультеты: физики, нелинейных процессов и нано-биомедицинских технологий)
- Институт физической культуры и спорта
- Институт филологии и журналистики (бывший факультет филологии и журналистики)
- Институт химии (бывший химический факультет)

### Балашовский институт СГУ
Факультеты:
- математики, экономики и информатики;
- филологический;
- биологии и экологии;
- иностранных языков;
- психологии;
- социальной работы;
- физической культуры и безопасности жизнедеятельности;
- педагогический.

### Колледж радиоэлектроники имени П. Н. Яблочкова
Отделения:
- приборостроительное;
- радиоэлектронное;
- машиностроительное

### Колледж управления и сервиса
Специальности:
- Туризм
- Реклама
- Экономика и бухгалтерский учёт
- Страховое дело
- Менеджмент
- Гостиничный сервис
- Земельно-имущественные отношения

### Геологический колледж
Отделения:
- экономико-правовое
- геодезическое
- нефтяное

## Библиотеки вуза
- Саратовская зональная научная библиотека имени В. А. Артисевич;
- Библиотека Балашовского института (филиала);
- Учебная библиотека колледжа радиоэлектроники им. П. Н. Яблочкова;
- Учебная библиотека геологического колледжа;

Директором библиотеки СГУ с 1931 года в течение 67 лет (!) была В. А. Артисевич.

## Памятники
На территории СГУ установлены памятники:

Памятник Н.Г. Чернышевскому, СГУ
Памятник В.И. Разумовскому у корпуса 4
Памятник К.Л. Мюфке у корпуса 4
Памятник св. Кириллу и Мефодию у корпуса 10

## Мемориал

Мемориал в СГУ

На территории СГУ находится Мемориал работникам и студентам Университета, погибшим в 1941—1945 годах — «Вечная слава героям, павшим в боях за свободу и независимость нашей Родины!» Памятник открыт 9 мая 1970 г. к 25летию Победы. Авторы проекта сотрудники СГУ В.Киселёв и Б.Борисов, скульптор Е. Тимофеев. 9 мая 1995 года мемориал был освящён.

## Домовой храм

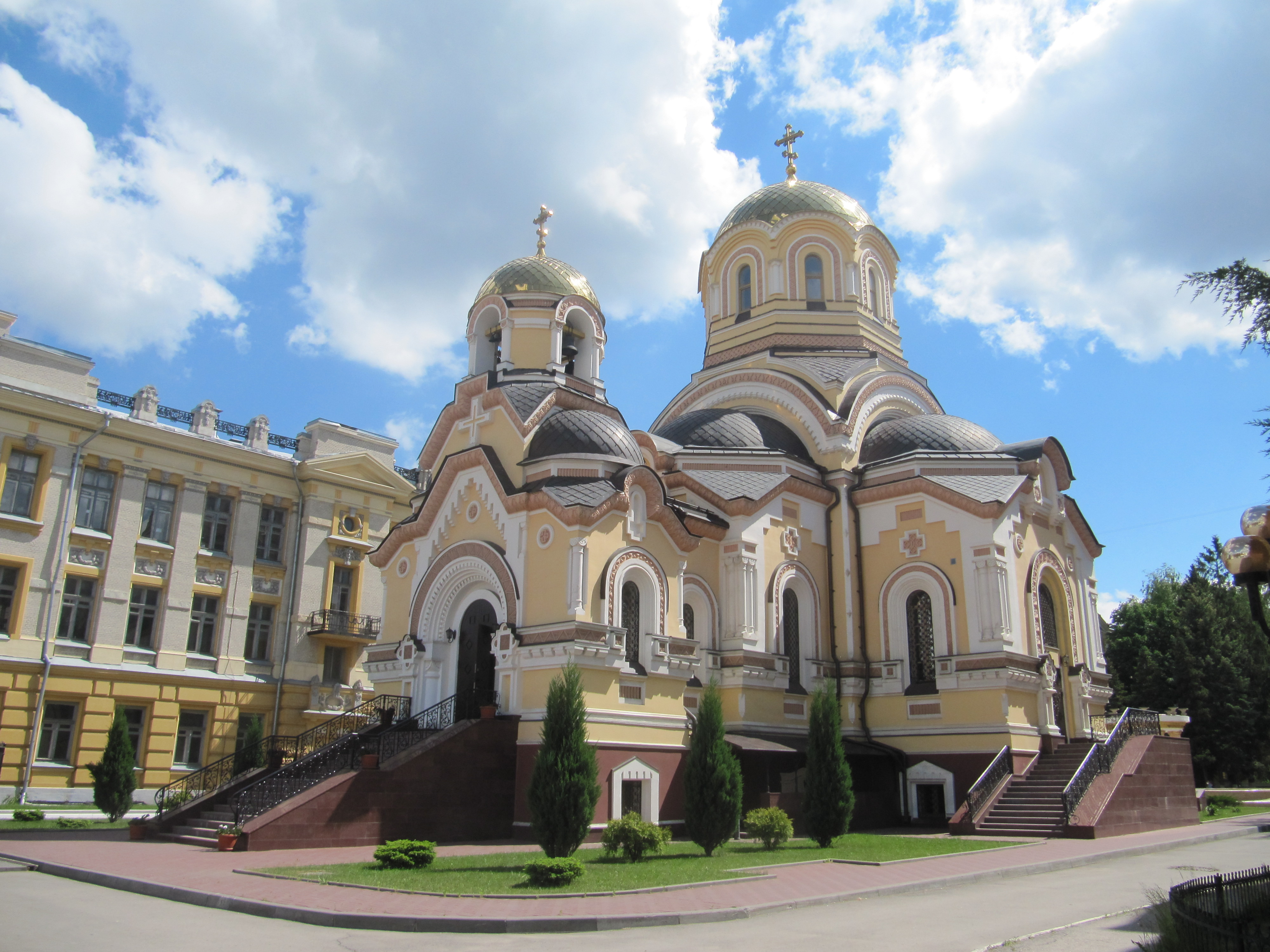
Храм святых Мефодия и Кирилла, вид на 1 корпус СГУ

В 2009 году на территории университетского городка начато возведение православного Храма Святых Равноапостольных Кирилла и Мефодия, который заменит собой утраченную ранее домовую церковь (часовню). В 2014 году завершено строительство храма.

## Фотографии

I корпус (ул. Московская, 155)
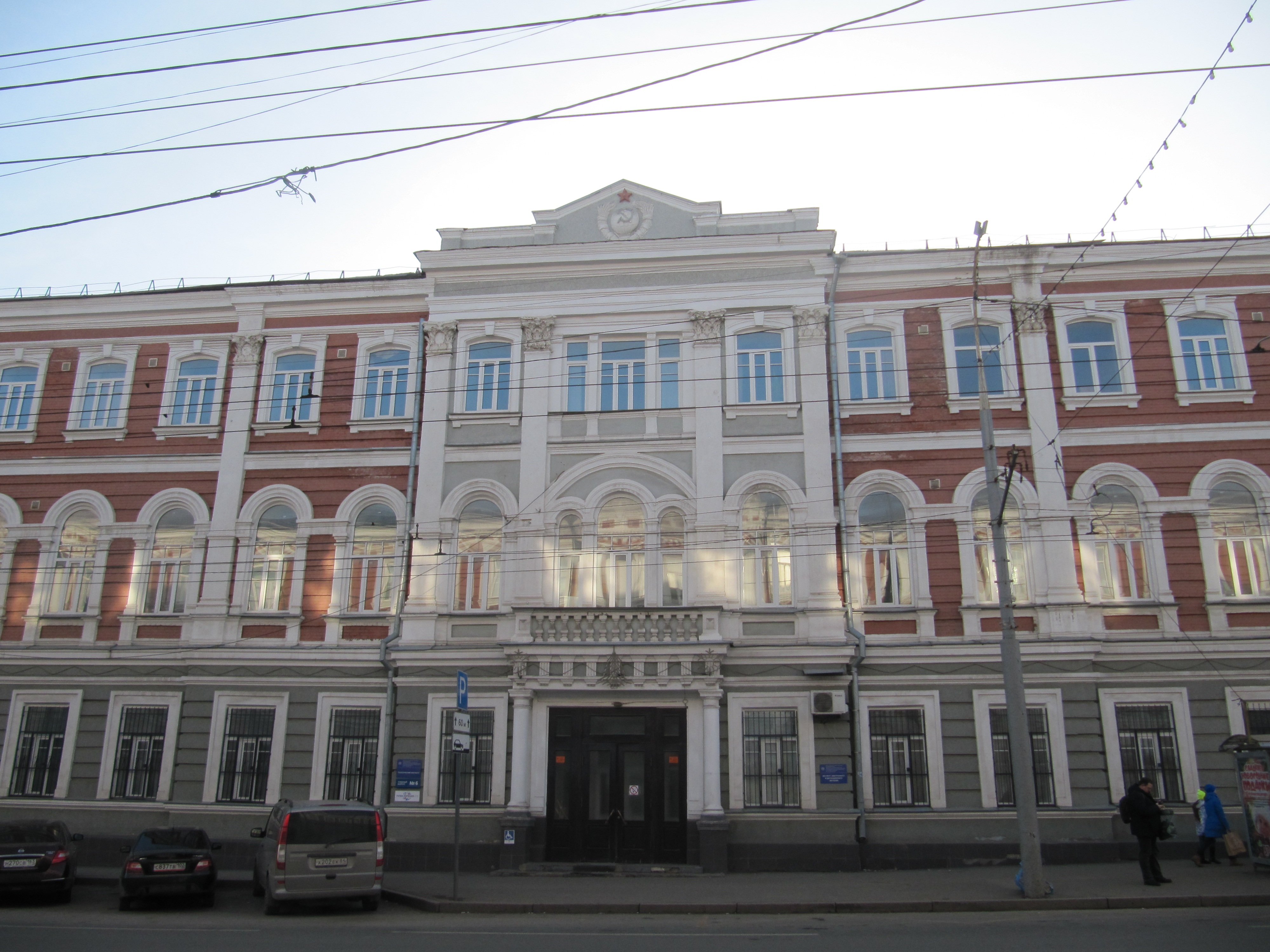
VI корпус (ул. Московская 161)
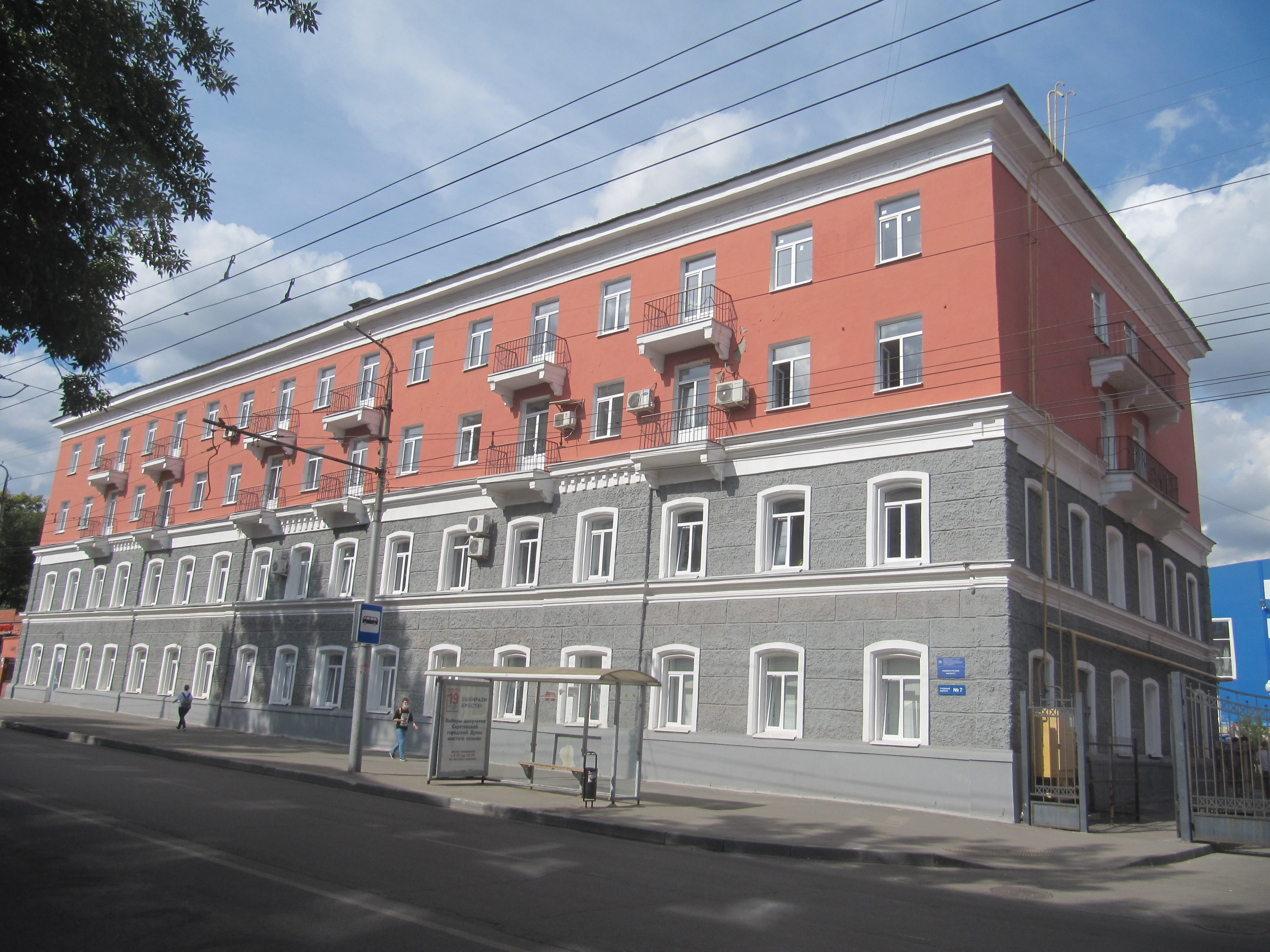
VII корпус (ул. Большая Казачья 120)
XII корпус (ул. Вольская, 10а)